# Addison Timlin
Addison Jayne Timlin (Filadelfia, 29 giugno 1991) è un'attrice e cantante statunitense.

## Biografia
Figlia di genitori divorziati, esordisce nel tour nazionale di Annie nel 2000-2001 all'età di 9 anni. Il suo amore per il palcoscenico si traduce in numerose performance, sempre nel ruolo di Annie, alla Papermill Playhouse e al Theater of The Stars Tour a fianco di Conrad John Schuck, prima di sbarcare a Broadway nel ruolo di Baby Louise in Gypsy con Bernadette Peters.
Ha esordito al cinema nel 2005 al fianco di Clive Owen nel film Derailed - Attrazione letale.
Nel 2011 entra nel cast della quarta stagione della serie televisiva Californication nel ruolo di Sasha Bingham.
Il 16 agosto 2013 viene annunciato sul sito della scrittrice Lauren Kate che è stata scelta per interpretare il ruolo di Lucinda Price nel film ispirato alla saga Fallen in uscita nel 2016.
Dal 2017 è "Mara Chandler" nella serie tv statunitense StartUp, distribuita da Prime Video e Netflix.
Da ottobre 2019 a maggio 2023 è stata sposata con l'attore Jeremy Allen White. La coppia ha avuto due figlie: Ezer Billie White, nata il 20 ottobre 2018, e Dolores Wild White, nata il 12 dicembre 2020.

## Filmografia

### Cinema
- Derailed - Attrazione letale (Derailed), regia di Mikael Håfström (2005)
- Afterschool, regia di Antonio Campos (2008)
- Uomini di parola (Stand Up Guys), regia di Fisher Stevens (2012)
- Il luogo delle ombre (Odd Thomas), regia di Stephen Sommers (2013)
- Best Man Down, regia di Ted Koland (2013)
- Quel momento imbarazzante (That Awkward Moment), regia di Tom Gormican (2014)
- The Town That Dreaded Sundown, regia di Alfonso Gomez-Rejon (2014)
- Little Sister, regia di Zach Clark (2016)
- Fallen, regia di Scott Hicks (2016)
- Like Me, regia di Robert Mockler (2017)
- Life Like, regia di Josh Janowicz (2019)

### Televisione
- 3 libbre (3 lbs.) – serie TV, episodi 1x01-1x05-1x06 (2006)
- Cashmere Mafia – serie TV, 5 episodi (2008)
- Law & Order - I due volti della giustizia (Law & Order) – serie TV, episodio 20x01 (2009)
- Day One – serie TV, episodio 1x01 (2010)
- Californication – serie TV, 6 episodi (2011)
- Zero Hour – serie TV (2013)
- Girl in the box – film TV (2016)
- StartUp – serie TV (2017)
- American Horror Stories – serie TV, episodio 2x04 (2022)
- High Potential – serie TV, episodio 1x07 (2024)

### Cortometraggi
- The Isabel Fish, regia di Lara Zizic (2006)
- Man, regia di Myna Joseph (2008)

## Doppiatrici italiane
Nelle versioni in italiano delle opere in cui ha recitato, Addison Timlin è stata doppiata da:
- Rossa Caputo in Zero Hour, Fallen
- Eva Padoan in Darailed - Attrazione fatale
- Domitilla D'Amico in Uomini di parola
- Joy Saltarelli in Cashmere Mafia
- Letizia Scifoni in Californication
- Gemma Donati in Quel momento imbarazzante
- Martina Felli in il luogo delle ombre
- Virginia Brunetti in StartUp
- Emanuela Damasio in American Horror Stories
- Erica Necci in High Potential

## Premi
- Anatomy Awards come miglior attrice esordiente in Californication[7].